# 타이탄 스타디움
타이탄 스타디움(Titan Stadium)은 미국의 다목적 경기장이다. 캘리포니아주 풀러턴에 위치하고 있으며 NASL 캘리포니아 유나이티드 FC의 홈경기장이다.